# Kanpur
Kanpur (/ˈkɑːnpʊər/ⓘ hindi: कानपुर, urdu: کانپُر), conocido como Cawnpore antes de 1948, es una de las ciudades con más habitantes en el estado del norte de la India de Uttar Pradesh.
Kanpur está localizada en las costas del río Ganges y es un importante centro industrial. Cubre un área de más de 1000 km² y tiene un población de alrededor de 2.7 millones de habitantes según el censo de 1991. La ciudad alberga varias instituciones educativas.
La gran metrópoli se divide en dos distritos: el distrito urbano de Kanpur Nagar y el distrito rural de Ramabai Nagar (antes denominado Kanpur Dehat).
La ciudad es famosa por sus industrias del cuero y textiles. Es la duodécima ciudad más poblada y la undécima aglomeración urbana más poblada de la India. También es la segunda ciudad más grande propiamente dicha y la aglomeración urbana más grande de Uttar Pradesh. Kanpur fue una importante ciudad de guarnición británica hasta 1947, cuando India obtuvo la independencia. 
Situada en la orilla occidental del río Ganges, es un importante centro comercial y comercial en el norte de la India, con la primera fábrica de lana de la India, comúnmente conocida como Lal Imli (que literalmente significa "Tamarindo rojo", por una marca producida por la fábrica ) por la British India Corporation establecida aquí en 1876 por Alexander MacRobert. Las fachadas este y norte de la fábrica recuerdan al Palacio de Westminster, debido a su arquitectura, la proximidad al río Ganges y porque la esquina noreste del molino está rematada por una torre de reloj similar al Big Ben de Londres. Esta similitud subraya la importancia y el prestigio de la ciudad durante la época británica, que se extiende hasta la fecha; haciendo del Lal Imli un punto importante de la ciudad. La ciudad también es ampliamente considerada como la "Ciudad del cuero del mundo" y es principalmente apodada como la "Manchester del Este", con algunas versiones como: "Manchester de la India", un título compartido con otros centros industriales británicos de su tiempo: ciudades como Ahmedabad y Surat; principalmente por sus industrias textiles.
Según el censo indio de 2011, es la undécima ciudad urbana más poblada, mientras que la población de la ciudad y su suburbio era de alrededor de 5 millones, lo que la convierte en la octava área metropolitana más poblada de la India. 
Además de ser la región más industrializada del estado, Kanpur es también un importante centro educativo, con instituciones como el Instituto Tecnológico Harcourt Butler, el Colegio Agrícola, el Instituto Indio de Tecnología, el Colegio Médico GSVM, el Instituto Nacional del Azúcar y el Instituto Textil del Gobierno.

## Historia
En 1207, Raja Kanh Deo del clan Kanhpuria estableció el pueblo de Kanhpur, que más tarde llegó a ser conocido como Kanpur.
Hasta la primera mitad del siglo XVIII, Kanpur continuó sobreviviendo como una aldea insignificante. Su destino, sin embargo, dio un nuevo giro poco después. En mayo de 1765, Shuja-ud-daula, el Nawab Wazir de Awadh, fue derrotado por los británicos cerca de Jajmau. Probablemente fue en este momento cuando los británicos se dieron cuenta de la importancia estratégica del sitio de Kanpur. Para entonces, los empresarios europeos habían comenzado gradualmente a establecerse en Kanpur. Para garantizar la protección de sus vidas y propiedades, las "fuerzas locales de Awadh" se trasladaron aquí en 1778. Kanpur pasó a manos británicas en virtud del tratado de 1801 con Nawab Saadat Ali Khan de Awadh. Esto constituye un punto de inflexión en la historia de Kanpur. Pronto Kanpur se convirtió en una de las estaciones militares más importantes de la India británica. Fue declarado distrito el 24 de marzo de 1803.

### Alzamiento en 1857
En el siglo XIX, Kanpur fue una importante guarnición británica con el cuartel de 7000 soldados. Durante la Rebelión en la India de 1857, 900 hombres británicos, las mujeres y los niños fueron sitiados en las fortificaciones de 22 días por los rebeldes bajo Nana Sahib Peshwa. Se rindieron en el acuerdo de que obtendrían un paso seguro al cercano Satti Chaura Ghat, después de lo cual abordarían barcazas y se les permitiría ir por el río a Allahabad.
A pesar de la controversia sobre qué es exactamente lo que sucedió en Satti Chaura Ghat, y quién hizo el primer disparo, se sabe que, poco después, los cipayos rebeldes dispararon contra los británicos que partían y los mataron o capturaron. Algunos de los oficiales británicos más tarde afirmaron más tarde que los rebeldes a propósito, habían colocado los botes lo más alto posible en el barro para causar demoras. También afirmaron que el campamento de Nana Sahib había dispuesto previamente que los rebeldes dispararan y mataran a todos los ingleses.  Aunque la Compañía de las Indias Orientales acusó más tarde a Nana Sahib de traición y asesinato de personas inocentes, nunca se ha encontrado evidencia que demuestre que Nana Sahib hubiera planeado u ordenado la masacre. Algunos historiadores creen que la masacre de Satti Chaura Ghat fue el resultado de la confusión y no de ningún plan implementado por Nana Sahib y sus asociados. El teniente Mowbray Thomson, uno de los cuatro sobrevivientes varones de la masacre, creía que los cipayos de base que hablaron con él no sabían de la matanza que se avecinaba. 
Muchos murieron y las 200 mujeres y niños británicos restantes fueron devueltos a la costa y enviados a un edificio llamado Bibighar (la casa de las damas). Después de un tiempo, los comandantes de los rebeldes decidieron matar a sus rehenes. Los soldados rebeldes se negaron a cumplir las órdenes y los carniceros de la ciudad cercana fueron llevados para matar a los rehenes tres días antes de que los británicos entraran en la ciudad el 18 de julio. Los cuerpos desmembrados fueron arrojados a un pozo profundo cercano. Los británicos bajo el mando del general Neill retomaron la ciudad y cometieron una serie de represalias contra los rebeldes Cipay y los civiles capturados en la zona, incluidas mujeres, niños y ancianos. Los británicos vieron la masacre de Cawnpore, así como eventos similares en otros lugares, como una justificación para la venganza desenfrenada.  "Recuerde Cawnpore" se convirtió en un grito de guerra para los británicos durante el resto de la rebelión.

## Clima
| Parámetros climáticos promedio de Kanpur, Uttar Pradesh                  | Parámetros climáticos promedio de Kanpur, Uttar Pradesh | Parámetros climáticos promedio de Kanpur, Uttar Pradesh | Parámetros climáticos promedio de Kanpur, Uttar Pradesh | Parámetros climáticos promedio de Kanpur, Uttar Pradesh | Parámetros climáticos promedio de Kanpur, Uttar Pradesh | Parámetros climáticos promedio de Kanpur, Uttar Pradesh | Parámetros climáticos promedio de Kanpur, Uttar Pradesh | Parámetros climáticos promedio de Kanpur, Uttar Pradesh | Parámetros climáticos promedio de Kanpur, Uttar Pradesh | Parámetros climáticos promedio de Kanpur, Uttar Pradesh | Parámetros climáticos promedio de Kanpur, Uttar Pradesh | Parámetros climáticos promedio de Kanpur, Uttar Pradesh | Parámetros climáticos promedio de Kanpur, Uttar Pradesh |
| Mes                                                                      | Ene.                                                    | Feb.                                                    | Mar.                                                    | Abr.                                                    | May.                                                    | Jun.                                                    | Jul.                                                    | Ago.                                                    | Sep.                                                    | Oct.                                                    | Nov.                                                    | Dic.                                                    | Anual                                                   |
| ------------------------------------------------------------------------ | ------------------------------------------------------- | ------------------------------------------------------- | ------------------------------------------------------- | ------------------------------------------------------- | ------------------------------------------------------- | ------------------------------------------------------- | ------------------------------------------------------- | ------------------------------------------------------- | ------------------------------------------------------- | ------------------------------------------------------- | ------------------------------------------------------- | ------------------------------------------------------- | ------------------------------------------------------- |
| Temp. máx. abs. (°C)                                                     | 31.1                                                    | 35.6                                                    | 42.8                                                    | 45.6                                                    | 47.2                                                    | 47.3                                                    | 45.0                                                    | 40.6                                                    | 40.0                                                    | 40.6                                                    | 36.1                                                    | 31.3                                                    | 47.3                                                    |
| Temp. máx. media (°C)                                                    | 23.1                                                    | 25.9                                                    | 32.3                                                    | 38.3                                                    | 40.7                                                    | 39.0                                                    | 33.8                                                    | 32.9                                                    | 33.2                                                    | 33.0                                                    | 29.4                                                    | 24.8                                                    | 32.2                                                    |
| Temp. mín. media (°C)                                                    | 7.9                                                     | 10.3                                                    | 15.3                                                    | 21.4                                                    | 25.4                                                    | 27.4                                                    | 26.3                                                    | 25.9                                                    | 24.6                                                    | 19.6                                                    | 13.0                                                    | 8.6                                                     | 18.7                                                    |
| Temp. mín. abs. (°C)                                                     | 1.6                                                     | 0.6                                                     | 7.2                                                     | 11.1                                                    | 16.4                                                    | 20.6                                                    | 21.7                                                    | 21.7                                                    | 11.8                                                    | 4.6                                                     | 0.5                                                     | -0.9                                                    | -0.9                                                    |
| Precipitación total (mm)                                                 | 18.7                                                    | 15.7                                                    | 8.3                                                     | 7.4                                                     | 19.8                                                    | 99.0                                                    | 300.8                                                   | 233.1                                                   | 188.7                                                   | 53.8                                                    | 5.1                                                     | 9.1                                                     | 959.6                                                   |
| Días de lluvias (≥ 1 mm)                                                 | 1.9                                                     | 1.5                                                     | 1.0                                                     | 0.8                                                     | 1.2                                                     | 4.6                                                     | 13.7                                                    | 10.7                                                    | 6.8                                                     | 2.1                                                     | 0.4                                                     | 0.7                                                     | 45.5                                                    |
| Fuente: India Meteorological Department (record high and low up to 2010) |                                                         |                                                         |                                                         |                                                         |                                                         |                                                         |                                                         |                                                         |                                                         |                                                         |                                                         |                                                         |                                                         |

## Ciudades hermanadas
Kanpur están hermanadas con las siguientes ciudades:
- Chiniot, Punyab - Pakistán.